# Крајпуташ механџији Ђорђу Јелићу у Брђанима
Крајпуташ механџији Ђорђу Јелићу у Брђанима (Општина Горњи Милановац) налази се испод храста–записа у близини Ибарске магистрале. Себи за живота подигао га је механџија Ђорђе Јелић и на њему оставио аманет да сви будући закупци механе плаћају помен њему и потомцима у Манастиру Вујан.

## Историјат
Ђорђе Јелић доселио се из Црне Горе у Брђане 30-их година 19. века. Био је један од најбогатијих досељеника – купио је стари турски хан покрај главног друма у коме је отворио механу, манастирску воденицу на реци Деспотовици и велико имање са комплексима шуме.
Као ватрени присталица Милоша Обреновића, био је депутат на Светоандрејској скупштини на којој је 11. децембра 1858. године донета одлука о повратку Милоша Обреновића за кнеза Србије. Ђорђе Јелић умро је 15. марта 1861. године у 60-ој години. Сахрањен је на Вујанском гробљу.

## Опис споменика
Споменик припада типу тзв. „капаша”. Исклесан је од жутог пешчара склоног пропадању услед влаге. Стуб је импозантних димензија: висок 215 cm, страница ширине 49 cm и 30 cm, с поклопцем обрнуте зарубљене пирамиде димензија 70х70х32 cm.
Смештен испод крошње великог храста, споменик је у засенку патинирао у мрко, са капом обраслом маховином. С предње, источне стране већим делом је оштећен и круни се. Захваљујући старијој фотодокументацији, у потпуности је могуће реконструисати изглед споменика и све натписе.
При врху споменика исклесан је стилизован грб Кнежевине Србије са круном и оцилима, димензија 28х28 cm. Са страна грба, у угловима, налазе се две седмокраке звезде, а испод анђели раширених крила. Испод грба уклесан је полукружан натпис: ЂОРЂЕ (Ј)ЕЛИЋ, а у плитком удубљењу димензија 78х40 cm попрсје механџије. Приказан је као човек у зрелим годинама, дугих бркова. На глави му је фес са кићанком, а за широким појасом - силавом заденути јатаган и кубура. Десну руку, о коју је окачена чутурица, положио је на груди.

## Епитаф
Испод попрсја, у раму димензија 34х58 cm, било је уписано 6 редова:
ЗА СВОИ И
СВОИ ПОТО
МАКА СПО
МЕН 31. ЈУЛИЈА
1852. ГОД.
У БРЂАНИМА
На десној, бочној страни стуба урезан је натпис у 37 редова који гласи:
„На деснои страни споменика остављам тои последњи надпис с моиом драгом вољом као од 1835. г. тако и од сада да манастиру Вуину кад год литургие будуће платежно буди кои моју меану било под закуп држао дужан да буде више речене литургие давати и тако, после мене мои син Андрија и док е мое фамилие и М. Вуина – Ђ. Е.1856. г.”
Лева, бочна страна и наличје, на којем је плитко удубљен правоугаони простор са лучним завршетком димензија 31х90 cm, су празни. Највероватније да је ово поље било планирано за каснији текстуални урез.